# Stipa aristiglumis
Stipa aristiglumis là một loài thực vật có hoa trong họ Hòa thảo. Loài này được F.Muell. miêu tả khoa học đầu tiên năm 1855.